# Ашдод
Ашдод (хебр. אשדוד, арап. ‏إسدود) је град у Израелу у Јужном округу. Према процени из 2022. у граду је живело 226.827 становника.
Ашдод је важан регионални индустријски центар. Лука Ашдод је највећа лука у земљи, кроз њу пролази 60% свих увезених терета. Такође у Ашдоду је једна од три базе израелске морнарице. Прво документовано насеље на месту данашњег Ашдода датира из 17. века пре нове ере пне, што га чини једним од најстаријих градова на свету. Ашдод се у Библији помиње тринаест пута. У различитим периодима град су насељавали Филистејци, Јевреји, Византинци, крсташи и Арапи. Модерни Ашдод је основан 1956. године на пешчаним брдима у близини древног града. Ашдод је добио статус града 1968. године када је имао површину од око 60 квадратних километара и када је имао више од 20.000 становника.

### Античко насеље
Људи су почели да се насељавају у околину савременог Ашдода већ у периоду раног палеолита. Постоје докази о сталном присуству људи у овој области. Тада су главна занимања његових становника били лов, сакупљање и риболов. У периоду пре око 10 - 6,5 хиљада година дошло је до преласка на пољопривреду и сточарство. Ово подручје је било густо насељено током халколита (4500 - 3500. година пре нове ере).
Прво утврђено насеље на месту Ашдода појавило се у другој половини 17. века пре нове ере. Тада је подигнут Горњи град – Хакра и Акропољ. До 13-12. века пре нове ере. Ашдод је био ханански град који је активно трговао са Кипром, егејским острвима и другим државама. Прво помињање Ашдода налази се у архиви Угарита и датира из 14. века п. н. е..

### Филистејски град
У периоду 13-12 века пре нове ере цивилизације источне обале Средоземног мора напале су „Народи мора“. Освојили су Хетитско краљевство, Кипар, уништили Угарит, Тир, Сидон и још неке блискоисточне градове. Мала група њих – Филистејци – упала је у Ханан. Вероватно су овде стигли преко острва Крит и до тада су били носиоци критско-микенске културе. За разлику од становника Ханана, они су умели да обрађују гвожђе, имали су металне оклопе, штитове и ратна кола, као и стајаћу војску, и тиме су по војној снази знатно надмашили Хананце. Заједно са Газом, Гатом и Ашкелоном, освојили су Ашдод и учинили га једним од градова филистејског Пентапоља. Пети град Пентаполиса, Екрон, очигледно су основали сами Филистејци . Овим градовима су управљали независни владари - серени, али су по потреби могли заједно да воде војне походе. Главни град пентаполиса током овог периода била је Газа, у којој се налазио храм бога Дагона.
У 11 веку п. н. е. Ашдод је постао доминантни филистејски град. Све до прве половине 8. века п. н. е. Ашдод је главни град Филистеје. Град јача и шири се. Овде почињу да праве посебну ашдодску керамику. Површина града у овом периоду износи око 80 дунама. Појављује се Доњи град. Тврђава Тел-Мор се гради на ушћу реке Лахиш (лука Тел-Мор је изграђена пре филистејске инвазије, у 16. веку пре нове ере).
Све до инвазије Асираца, војни сукоби између Филистејаца и Израелаца нису престајали. Војни успех је пратила једна или друга страна. Године 770. п. н. е. Јудејски краљ Азарија извршио је напад на Филистеје. Заузео је Ашдод, разорио његове зидине и оставио свој гарнизон у граду. Године 734. п. н. е. град су освојили Асирци под командом Тартана. Крајем 8. века п. н. е. Асирски краљ Саргон II освојио је краљевство Израел и Газу.  Године 711. п. н. е. Ашдод је постао центар побуне против Асирије. Заједно са другим градовима Филистеје, као и Јудеја, Моав и Едом, Ашдод се супротставио Саргону II, али је коалиција поражена, Саргон је угушио устанак, потпуно уништио град и протерао многе његове становнике . Тврђава Тел Мор је уништена. Током овог периода почела је изградња тврђаве Ашдод-Јам на обали мора.
До краја владавине Ашурбанипала и после његове смрти 637. п. н. е. Асирија је пропала и њена доминација у региону је престала. Године 625. п. н. е. град је после дуге опсаде заузео египатски фараон Псамтик I. Према грчким изворима, опсада је трајала 29 година, што је апсолутни рекорд у светској историји. Савремени историчари су, међутим, скептични према овим подацима. Године 605. п. н. е. вавилонски краљ Набукодоносор II разорио је Ашдод и потпуно уништио остатке независности филистејских градова. Владари и становништво града су депортовани. Од тог тренутка Ашдод је престао да буде филистејски град, а његово становништво је постало углавном придошлица.

### Даља историја
Године 539. п. н. е. персијски краљ Кир Велики је освојио Вавилон, а поседе Вавилона су уступљене Персији. Ашдод је обновљен. Током наредних двеста година персијске владавине, Ашдод је био главни град провинције Пакхва-Ашдод. Град је поново постао важна тачка поморске трговине. Током читавог периода овде је кован сопствени новац са натписом „Ашдод“. Становници Ашдода говорили су хебрејским дијалектом.
Два века касније, персијску државу је освојио Александар Велики. Године 332. п. н. е. заузео је Израел, укључујући Филистеју. У Ашдоду се појавила велика грчка заједница. Након Александрове смрти, Ашдод је прешао у посед Птолемеја и стекао изглед великог грчког града. Од тада су то била два града побратима - лучки град "Азотос Паралиос" (Ашдодско море), и град у унутрашњости "Азотос Месогајос" (земља Ашдода). Током хеленистичког периода, становништво града је било мешано, са малом јеврејском заједницом.
Године 147. п. н. е. током јеврејског устанка против Селеукидског царства, Ашдод је заузео син вође устанка Јонатана Макабеја из клана Хасмонејаца. Он је уништио Дагонов храм и припојио Ашдод Јудеји. Од тог тренутка у граду је постојала велика јеврејска заједница, која је нестала тек након што су град половином 7. века нове ере освојили Арапи.
У првој половини 1. века п. н. е. римски генерал Помпеј је извршио инвазију на Палестину. Почиње период римске владавине. Ашдод постаје важан лучки град. Након тога, цар Август је припојио Ашдод Иродовом царству.
Године 66. провинција Јудеја се побунила против Римског царства. Устанак је сурово угушен, а Јерусалимски храм спаљен. Ашдод су уништили Римљани током гушења устанка. Град није нестао, међутим, изгубио је свој некадашњи значај и скоро хиљаду година био је мало насеље.

#### Арапски град
У 9.-10. веку, након арапске инвазије, на византијским темељима изграђена је тврђава Минат ал-Кала, која је постала елемент обалних утврђења земље. Током мамелучког периода, град постаје празан, а о њему нема ни помена. У турском периоду, на месту Тел Ашдода (копнени град), основано је арапско село Исдуд, које је овде постојало до 1948. године.
Током британског мандата, Исдуд је био важан арапски град на обалском аутопуту који је повезивао Јафу и Ашкелон. Станица Исдуд је изграђена на железничкој линији Лод-Газа-Каиро. Године 1948, пре проглашења државе Израел, становништво Исдуда је било око 8000 људи. У октобру 1948. године, током рата за независност, становништво града је побегло заједно са египатском војском која се повлачила.

#### Израелски град
1953. године, у близини ушћа реке Лакиш, почела је изградња електране (садашњи назив је „Ешкол А“). Радници који су били укључени у његову изградњу тада су живели у Реховоту и Гедеру.
Дана 1. маја 1956. министар финансија Леви Ешкол одобрио је пројекат изградње града на пешчаним брдима у близини древног Ашдода. Први досељеници су овде стигли 25. новембра, радило се о 22 породице репатријаната из Марока. Касније им се придружила група египатских имиграната. Постепено се радничко село ширило. Људи су били приморани да живе у баракама са минимумом погодности. Углавном су радили на изградњи електране, садњи дрвећа и у занатским радионицама.
Изградња електране завршена је 1958. године. Електрана се састојала од три блока: два блока од 50 мегавата и једног од 45 мегавата (са могућношћу десалинизације морске воде).
Октобра 1959. Ашдод је добио статус локалног већа. За њеног првог шефа постављен је Дов Гур. 14. априла 1961. године почела је изградња луке Ашдод, а у новембру 1963. изграђена је лука. Први брод је у луку стигао две године касније, у новембру 1965. године – био је то шведски брод „Вингелгад”.
Дана 1. фебруара 1968. Ашдод је добио статус града.
1989. почиње Велика имиграција из СССР-а. У то време, град је имао 80.000 становника. Између 1990. и 2001. град је примио преко 100.000 нових имиграната.
Хамас и Исламски џихад су 11. маја 2021. лансирали стотине ракета на Ашдод и Ашкелон, што је резултирало двема мртвима и више од 90 повређенима. Хамас је 15. маја испалио ракете на луку у граду Ашдоду.

## Становништво
Према процени, у граду је 2007. живело 207.300 становника.
| 1983.  | 1995.   |
| ------ | ------- |
| 65.738 | 125.820 |

## Градови побратими
- Бордо
- Баија Бланка
- Лос Анђелес
- Вухан
- Шпандау
- Тампа
- Брест
- Батуми
- Запорожје
- Атирау